# Kinosternon integrum
Kinosternon integrum е вид влечуго от семейство Тинести костенурки (Kinosternidae).

## Разпространение
Видът е разпространен в Мексико.